# 月亭公园
月亭公园，规划名为海徐路公园，位于中國上海市浦东新区高东镇，北至现状物流厂区，南至航津路，东至海徐路，西至外环运河，总面积约39.28公顷，是外环林带的一部分。公园名字取自曾住在此地的近代韩国华侨黄月亭。
整个公园可分为“森林活动区、文化展示区、滨河游赏区、水林景观区”四大功能分区。文化展示区位于公园中部，以浦东新区登记不可移动文物黄月亭旧居为中心，展示黄月亭名人典故和工匠文化精神。公园南部则是森林活动区，设有森林健身、活动空间、公园主入口等设施。滨河游赏区位于公园西部，增设滨水平台，并种有高东镇的特色樱花。公园北部则是水林景观区。
2025年1月1日，月亭公园开放。